# 阿德里亚娜·拉斯特拉
阿德里亚娜·拉斯特拉·费尔南德斯（西班牙語：Adriana Lastra Fernández，1979年3月30日—）是阿斯图里亚斯出身的西班牙工人社会党女性政治人物。2017年6月被任命为西班牙工人社会党副书记。2018年任工人社会党在西班牙众议院发言人。

## 经历
1979年出生于阿斯图里亚斯里瓦德塞利亚。父亲是出租车司机，母亲是理发师。学习过文化人类学课程，但因参与政治活动中途退学，未获得大学学位。18岁加入阿斯图里亚斯社会主义青年团里瓦德塞利亚支部，1999年至2004年任支部总书记。从2000年开始，担任西班牙工人社会党-阿斯图里亚斯社会主义联盟（FSA-PSOE）区域执行委员会成员。2007年当选阿斯图里亚斯自治区政府议会议员，直到2015年离任。
2014年至2016年担任西班牙工人社会党地方政府部门书记。她深受佩德罗·桑切斯的赏识，于2017年6月被任命为西班牙工人社会党副书记。
2018年6月接替玛格丽塔·罗夫莱斯，担任西班牙工人社会党在众议院的发言人。